# 曙橋

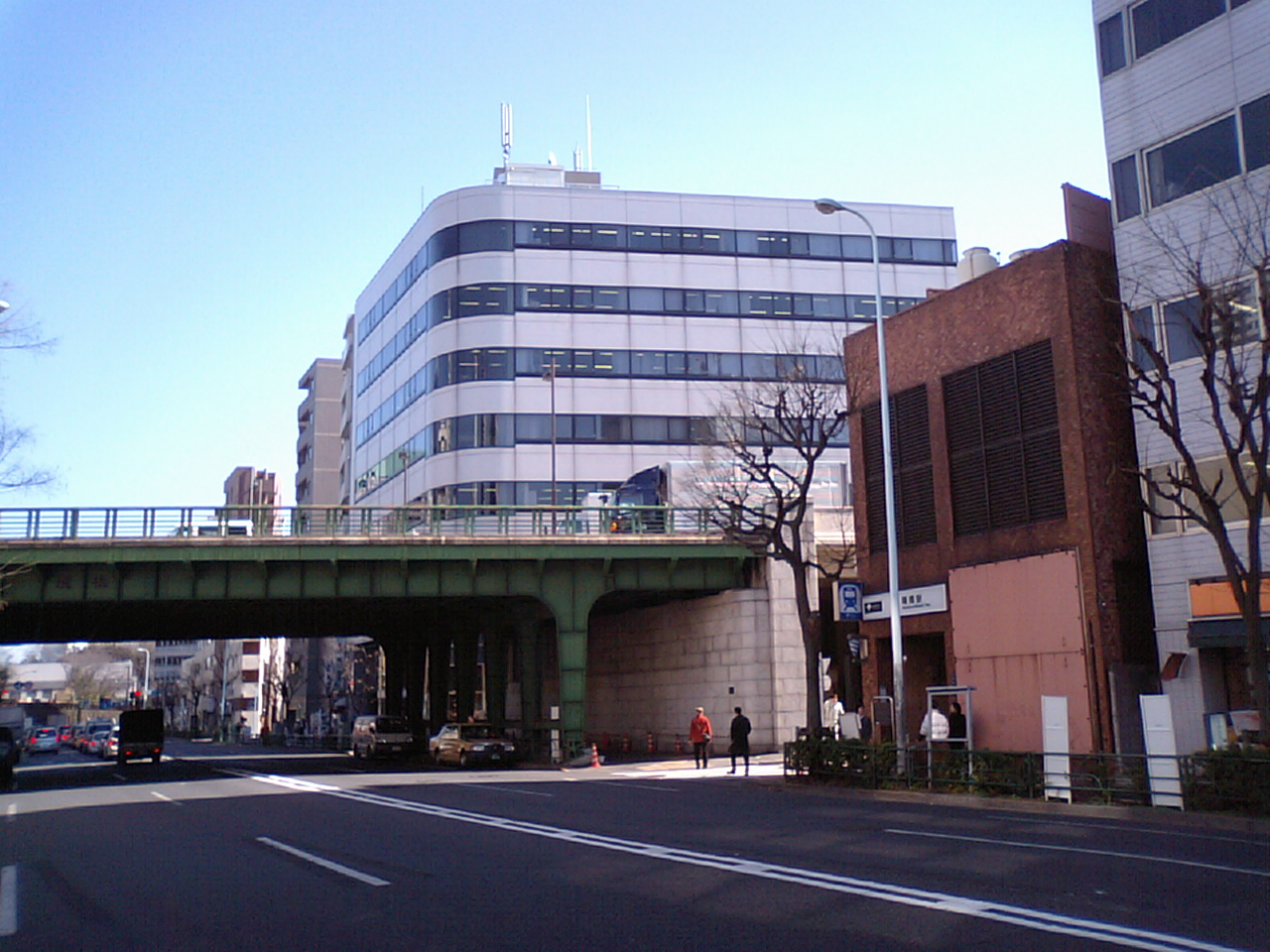
曙橋與曙橋站

曙橋（あけぼのばし）是日本東京都新宿區片町與荒木町之間的陸橋，為外苑東通的一部分，與靖國通立體交差。除了汽車車道，兩側也有人行步道供步行者通行。

## 橋樑概要
- 橋長：103公尺
- 橋寬：22公尺

## 歷史
此地是舊四谷區與舊牛込區（皆為新宿區前身）的區界（靖國通），為谷狀地形。附近有士官學校與東京陸軍幼年學校的廣大用地（現陸上自衛隊市谷駐屯地），因此四谷、牛込間往來必須下至谷底或是繞過廣大的士官學校校地。
關東大地震後，開始計畫四谷、牛込間的陸橋建設。但因戰爭期間資金不足而擱置。
1954年，新宿區總合發展計畫推進會提案建設陸橋，開始動工。名稱經過公開招募，決定採用意為復興與成長的「曙橋」。1957年開通。
曙橋完成後大幅改善四谷、牛込間的往來。1980年都營地下鐵新宿線開通，併在曙橋下方建設地下鐵站。站名以此橋命名為「曙橋站」。以後「曙橋」成為此地的名稱。

### 沿革
- 1955年：開工。最初稱作「合羽坂跨道橋」。
- 1956年6月21日：命名為「曙橋」。
- 1957年6月4日：曙橋開通。
- 1980年3月16日：都營地下鐵新宿線曙橋站開業。